# Eudaimonia
Eudaimonía (griego: εὐδαιμονία /eu̯dai̯moníaː/) o eudemonía es un término griego comúnmente traducido como felicidad, bienestar o vida buena; también se ha propuesto «florecimiento humano» o «prosperidad» como su traducción más precisa.  
Etimológicamente, se compone de las palabras «eu» («bueno») y «daimōn» («espíritu»). Es un concepto central en la ética y la filosofía política griega clásica, junto con los términos «aretē» (la «virtud» o «excelencia»), y «phronesis», a menudo traducido como «sabiduría práctica o ética». En las obras de Aristóteles, la eudaimonía designa el mayor bienestar humano. La consecución de éste, sería el objetivo de la filosofía práctica, que da lugar a un proyecto filosófico que busca investigar (y también experimentar) qué es realmente, y cómo puede lograrse.
La discusión sobre el vínculo entre la virtud del carácter (ēthikē aretē) y la felicidad (eudaimonía) es una de las preocupaciones centrales de la ética antigua y un tema de muchos desacuerdos. Como resultado hay muchas variedades de eudaimonismo. Dos de las formas más influyentes son las de Aristóteles y los estoicos. Aristóteles considera que la virtud y su práctica son el componente más importante de la eudaimonía, pero también reconoce la importancia de los bienes externos como la salud, la riqueza y la belleza. En contraste, los estoicos (estoicismo antiguo) consideran a la virtud como necesaria y suficiente para la eudaimonía y por lo tanto niegan la necesidad de bienes externos.

## Definición
Las Definiciones, un diccionario de términos filosóficos griegos atribuidos al propio Platón pero que los eruditos modernos creen que han sido escritos por sus seguidores inmediatos en la Academia, proporciona la siguiente definición de la palabra eudaimonía: «El bien compuesto de todos los bienes; una habilidad que basta para vivir bien; perfección con respecto a la virtud; recursos suficientes para una criatura viviente».

En su Ética nicomáquea (§21; 1095a15-22), Aristóteles dice que todo el mundo está de acuerdo en que la eudaimonía es el bien más elevado para los seres humanos, pero que hay un desacuerdo sustancial sobre qué tipo de vida se considera se debe hacer para vivir bien; es decir, eudaimon:

Verbalmente hay un acuerdo muy generalizado; pues tanto los hombres en general y la gente con un refinamiento superior dicen que es [eudaimonía], e identifican el vivir bien y el estar bien con ser feliz; pero con respecto a lo que es [eudaimonía] difieren, y muchos no opinan lo mismo que los sabios. Para los primeros es algo simple y obvio como el placer, la riqueza o el honor.

Así que, como señala Aristóteles, decir que la vida de eudaimón es una vida objetivamente deseable y que significa vivir bien, no es decir mucho. Todo el mundo quiere ser eudaimon; y todo el mundo está de acuerdo en que ser eudaimon está relacionado con el bienestar y el bienestar de un individuo. La pregunta realmente difícil es especificar qué tipo de actividades permiten vivir bien. Aristóteles presenta varias concepciones populares sobre la mejor manera de vivir para el ser humano. Los candidatos que menciona son (1) una vida de placer, (2) una vida de actividad política y (3) una vida filosófica.
Un paso importante en la filosofía griega para responder a la pregunta de cómo lograr la eudaimonía es introducir otro concepto importante en la filosofía antigua, «arete» («virtud»). Aristóteles dice que la vida eudaimoníana es una vida de «actividad virtuosa según la razón». E incluso Epicuro, quien argumenta que la vida del eudaimón es la vida del placer, sostiene que la vida del placer coincide con la vida de la virtud. Así que los antiguos teóricos éticos tienden a estar de acuerdo en que la virtud está estrechamente ligada a la felicidad (areté está ligada a la eudaimonía). Sin embargo, no están de acuerdo en la forma en que esto acontece. Vamos a considerar las principales teorías en un momento, pero primero una advertencia sobre la correcta traducción de areté.
Como ya se ha dicho, la palabra griega areté se suele traducir al español como «virtud». Un problema con esto es que estamos inclinados a entender la virtud en un sentido moral, que no siempre es lo que los antiguos tenían en mente. Para un griego, areté pertenece a todo tipo de cualidades que no consideramos relevantes para la ética, por ejemplo, la belleza física. Por lo tanto, es importante tener en cuenta que el sentido de «virtud» operativo en la ética antigua no es exclusivamente moral e incluye más estados como la sabiduría, el coraje y la compasión. El sentido de la virtud que connota areté incluiría decir algo como «la velocidad es una virtud en un caballo», o «la altura es una virtud en un jugador de baloncesto». Hacer bien cualquier cosa requiere virtud, y cada actividad particular (como carpintería, flauta, etc.) tiene su propio conjunto de virtudes. La traducción alternativa «excelencia» (o «calidad deseable») podría ser útil para expresar el significado general del término. Las virtudes morales son simplemente un subconjunto del sentido general en el que un ser humano es capaz de funcionar bien o de forma excelente.
La Psicología Positiva define la eudaimonía como el autodescubrimiento, el desarrollo percibido de los mejores potenciales, el sentido de propósito y significado en la vida, la participación intensa en actividades, la inversión de un esfuerzo importante y el disfrute de actividades como relaciones personales expresivas y profundas.

## Etimología y traducción
En términos de su etimología, eudaimonía es un sustantivo abstracto derivado de eu que significa «bien» y daimon, que se refiere a una deidad menor o un espíritu guardián.
Eudaimonía implica un estado positivo y divino que la humanidad es capaz de esforzarse y eventualmente alcanzar. Una visión literal de la eudaimonía significa lograr un estado de ser similar a una divinidad benevolente, o ser protegido y cuidado por una divinidad benevolente. Como este sería considerado el estado más positivo para encontrarse, la palabra es a menudo traducida como «felicidad» aunque incorporando la naturaleza divina de la palabra se extiende el significado para incluir también los conceptos de ser afortunado o bendecido. A pesar de esta etimología, sin embargo, las discusiones sobre la eudaimonía en la ética griega antigua a menudo se conducen de manera independiente de cualquier significado sobrenatural.
En su Ética a Nicomaco, (1095a15-22)  Aristóteles dice que eudaimonía significa «hacer y vivir bien». Es significativo que los sinónimos de eudaimonía son vivir bien y hacerlo bien. En la traducción estándar al español, esto sería decir que «la felicidad es estar bien y vivir bien». La palabra «felicidad» no capta completamente el significado de la palabra griega. Una diferencia importante es que la felicidad a menudo connota estar o tender a estar en un cierto estado mental placentero. Por ejemplo, cuando decimos que alguien es «una persona muy feliz», normalmente nos referimos a que parece estar subjetivamente contento con cómo van las cosas en su vida. Queremos insinuar que se sienten bien con la forma en que las cosas van por ellos. Por el contrario, la eudaimonía es una noción más amplia que la de sentirse feliz, ya que los acontecimientos que no contribuyen a la propia experiencia de sentirse feliz pueden afectar a la propia eudaimonía.
La Eudaimonía depende de todas las cosas que nos harían felices si supiéramos de su existencia, pero independientemente de si las conocemos o no. Atribuir la eudaimonía a una persona, entonces, puede incluir el atribuir cosas tales como ser virtuoso, ser amado y tener buenos amigos. Pero todos estos son juicios objetivos sobre la vida de alguien: tienen que ver con el hecho de que una persona realmente es virtuosa, realmente es amada, y realmente tiene buenos amigos. Esto implica que una persona que tiene hijos e hijas que son perversos no será juzgada por ser eudaimónica aunque no sepa que son perversos y se sienta complacida y contenta con la forma en que han resultado (feliz). Por el contrario, ser amado por tus hijos no significaría nada para tu felicidad si no supieras que te aman (y quizás pensaras que no es así), pero sí para tu eudaimonía. Así que la eudaimonía corresponde a la idea de tener una vida objetivamente buena o deseable, hasta cierto punto independientemente de si uno sabe que ciertas cosas existen o no. Incluye experiencias conscientes de bienestar, éxito y fracaso, pero también mucho más. (Ver la discusión de Aristóteles: Ética Nicomaquea, libro 1.10-1.11.)
Debido a esta discrepancia entre el significado de eudaimonía y felicidad, se han propuesto algunas traducciones alternativas. W.D. Ross sugiere «bienestar» y John Cooper propone « prosperidad ». Estas traducciones pueden evitar algunas de las asociaciones engañosas que conlleva la «felicidad», aunque cada una tiende a plantear algunos problemas propios. En algunos textos modernos, por lo tanto, la otra alternativa es dejar el término en una forma inglesa del griego original, como «eudaimonía».

## Principales puntos de vista sobre la eudaimonía y su relación con aretē

### Sócrates

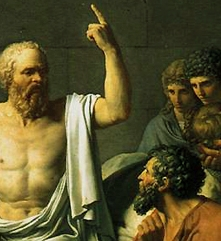
El pintor francés David retratando al filósofo en La Muerte de Sócrates (1787).

Lo que sabemos de Sócrates se deriva casi enteramente de los escritos de Platón. Los eruditos dividen típicamente los trabajos de Platón en tres períodos: el período temprano, medio y tardío. Tienden a estar de acuerdo también en que las primeras obras de Platón representan fielmente las enseñanzas de Sócrates y que los propios puntos de vista de Platón, que van más allá de los de Sócrates, aparecen por primera vez en obras intermedias como el Fedón y la República.  Esta división se utilizará en esta sección para dividir las posiciones de Sócrates y Platón sobre la eudaimonía.
Como el resto de los pensadores éticos antiguos, Sócrates pensó que todos los seres humanos deseaban la eudaimonía más que cualquier otra cosa. (ver Platón, Apología 30b, Eutidemo 280d-282d, Menón 87d-89a). Sin embargo, Sócrates adoptó una forma bastante radical de eudaimonismo (ver arriba): parece haber pensado que la virtud es necesaria y suficiente para la eudaimonía. Sócrates creía que virtudes tales como el autocontrol, la valentía, la justicia, la piedad, la sabiduría y otras cualidades relacionadas de la mente y el alma son absolutamente cruciales si una persona ha de llevar una vida buena y feliz (eudaimon). Las virtudes garantizan una vida feliz. Por ejemplo, en el Menón, con respecto a la sabiduría, dice: «todo lo que el alma se esfuerza o soporta bajo la guía de la sabiduría termina en felicidad» [88c].
En la Apología, Sócrates presenta claramente su desacuerdo con aquellos que piensan que la eudaimonía es una vida de honor o placer, cuando castiga a los atenienses por preocuparse más por las riquezas y el honor que por el estado de sus almas.

Buen Señor, usted es ateniense, un ciudadano de la ciudad más grande con la mayor reputación de sabiduría y poder; ¿no se avergüenza de su afán de poseer tanta riqueza, reputación y honores como sea posible, mientras no se preocupa ni piensa en la sabiduría o la verdad o en el mejor estado posible de su alma? [29e].

... no parece que la naturaleza humana me haya descuidado de todos mis asuntos y haya tolerado esta negligencia durante tantos años, mientras que siempre me preocupé por vosotros, acercándome a cada uno de vosotros como un padre o un hermano mayor para persuadiros de que cuidéis de la virtud. [31a-b; cursiva añadida]

Más adelante se explicita que esta preocupación por el alma, para que el alma esté en el mejor estado posible, equivale a adquirir la virtud moral. Así que el punto de Sócrates de que los atenienses deben cuidar de sus almas significa que deben cuidar de su virtud, en lugar de perseguir el honor o las riquezas. Las virtudes son estados del alma. Cuando un alma ha sido correctamente cuidada y perfeccionada, posee virtudes. Además, según Sócrates, este estado del alma, la virtud moral, es el bien más importante. La salud del alma es sin duda más importante para la eudaimonia que (por ejemplo) la riqueza y el poder político. Alguien con un alma virtuosa está mejor que alguien que es rico y honrado pero cuya alma está corrupta por acciones injustas. Esta visión se confirma en el Critón, donde Sócrates consigue que Critón esté de acuerdo en que la perfección del alma, la virtud, es el bien más importante.

¿Y es que la vida vale la pena vivirla con esa parte de nosotros corrompida, que las acciones injustas dañan y las acciones justas benefician? ¿O pensamos que una parte de nosotros, sea lo que sea, que se preocupa por la justicia y la injusticia, es inferior al cuerpo? No, en absoluto. Es mucho más valiosa...? Mucho más

... (47e–48a)

Aquí Sócrates argumenta que no vale la pena vivir si el alma está arruinada por la maldad. En resumen, Sócrates parece pensar que la virtud es necesaria y suficiente para la eudaimonía. Una persona que no es virtuosa no puede ser feliz, y una persona con virtud no puede dejar de ser feliz. Veremos más adelante que la ética estoica se inspira en esta visión socrática.

### Platón
La gran obra de Platón de la mitad del período, la República, está dedicada a responder a un desafío hecho por el sofista Trasímaco, que la moralidad convencional, particularmente la «virtud» de la justicia, en realidad impide que el hombre fuerte logre la eudaimonía. Los puntos de vista de Trasímaco son reafirmaciones de una posición que Platón discute anteriormente en sus escritos, en los Gorgias, a través de la portavoz de Callicles. El argumento básico presentado por Trasímaco y Callicles es que la justicia (ser justo) obstaculiza o impide el logro de la eudaimonía porque la moralidad convencional requiere que nos controlemos a nosotros mismos y por lo tanto vivamos con deseos insatisfechos. Esta idea se ilustra claramente en el libro 2 de la República cuando Glaucon, asumiendo el reto de Trasímaco, relata un mito del anillo mágico de Gyges. Según el mito, Gyges se convierte en rey de Lydia cuando tropieza con un anillo mágico que, cuando lo convierte en una forma en particular, lo hace invisible, para que pueda satisfacer cualquier deseo que desee sin miedo al castigo. Cuando descubre el poder del anillo, mata al rey, se casa con su esposa y se hace con el trono. La idea central del desafío de Glaucon es que nadie sería justo si pudiera escapar de la represalia que normalmente encontraría por cumplir sus deseos a su antojo. Pero si la eudaimonía debe lograrse a través de la satisfacción del deseo, mientras que ser justo o actuar con justicia requiere la supresión del deseo, entonces no es en interés de un hombre fuerte el actuar de acuerdo a los dictados de la moralidad convencional. (Esta línea general de argumentación se repite mucho más tarde en la filosofía de Nietzsche.) En todo el resto de la República, Platón pretende refutar esta afirmación demostrando que la virtud de la justicia es necesaria para la eudaimonía.

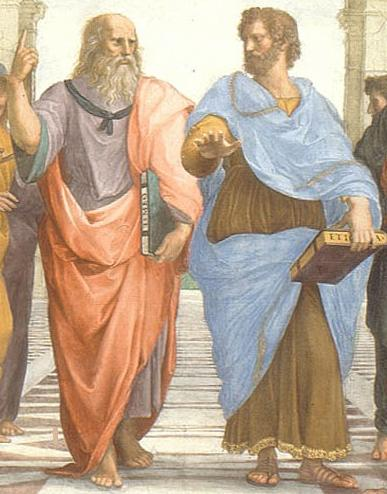
La Escuela de Atenas por Raffaello Sanzio, 1509, mostrando a Platón (izquierda) y Aristóteles (derecha)

El argumento de la República es largo y complejo. En resumen, Platón argumenta que las virtudes son estados del alma, y que la persona justa es alguien cuya alma está ordenada y armoniosa, con todas sus partes funcionando adecuadamente en beneficio de la persona. En contraste, Platón argumenta que el alma del hombre injusto, sin las virtudes, es caótica y está en guerra consigo misma, de modo que incluso si fuera capaz de satisfacer la mayoría de sus deseos, su falta de armonía interior y unidad frustran cualquier oportunidad que tenga de alcanzar la eudaimonía. La teoría ética de Platón es eudaimonista porque sostiene que la eudaimonía depende de la virtud. En la versión de Platón de las relaciones, la virtud es representada como el componente más crucial y dominante de la eudaimonía.

### Aristóteles
La perspectiva de Aristóteles se articula en la Ética nicomáquea y la Ética Eudemia. En resumen, para Aristóteles, la eudaimonía implica actividad, exhibiendo virtud (aretē a veces traducido como excelencia) conforme a la razón. Esta concepción de la eudaimonía deriva de la comprensión esencialista de Aristóteles sobre la naturaleza humana, de que la razón (logos a veces traducido como racionalidad) es exclusiva de los seres humanos, y que el ideal de la función o de la obra (ergon) de un ser humano es la mayor o más perfecto ejercicio de la razón. Básicamente, el bienestar (eudaimonía) es ganado por el adecuado desarrollo de la más alta y la mayoría de las capacidades humanas y los seres humanos son «el animal racional». De ello se desprende que la eudaimonía para un ser humano es el logro de la excelencia (areté) en la razón.
La eudaimonía no sólo requiere buen carácter, sino también actividad racional. Aristóteles sostiene claramente que vivir de acuerdo con la razón significa alcanzar la excelencia. Además, afirma que esta excelencia no puede ser aislada, por lo que también se requieren competencias adecuadas para funciones afines. Por ejemplo, si ser un científico verdaderamente sobresaliente requiere habilidades matemáticas sorprendentes, se podría decir que « hacer matemáticas de manera sobresaliente es necesario para ser un científico de primera clase ». De esto se deduce que eudaimonía, vivir bien, consiste en actividades que ejercen la parte racional de la psique de acuerdo con las virtudes o excelencia de la razón[1097b22-1098a20]. Es decir, estar plenamente comprometido en el trabajo intelectualmente estimulante y satisfactorio con el que se logra el éxito bien merecido. El resto de la Ética Nicomacheana se dedica a llenar el reclamo de que la mejor vida para un ser humano es la vida de excelencia de acorde con la razón. Ya que la razón de Aristóteles no es sólo teórica sino también práctica, él pasa bastante tiempo discutiendo la excelencia de carácter, lo cual le permite a una persona ejercitar su razón práctica (es decir, la razón relacionada con la acción) exitosamente.
La teoría ética de Aristóteles es eudaimonista porque sostiene que la eudaimonía depende de la virtud. Sin embargo, es la visión explícita de Aristóteles que la virtud es necesaria pero no suficiente para la eudaimonía. A la vez que enfatiza la importancia del aspecto racional de la psique, no ignora la importancia de otros «bienes» como los amigos, la riqueza y el poder en una vida que es eudaimónica. Él duda de la probabilidad de ser eudaimónico si uno carece de ciertos bienes externos tales como «buen nacimiento, buenos hijos y la belleza». Por lo tanto, una persona que es horriblemente fea o tiene «hijos perdidos o buenos amigos por la muerte» (1099b5-6), o que está aislada, es poco probable que sea eudaimon. De esta manera, la «suerte tonta» (azar) puede favorecer a la obtención de la eudaimonía.

### Epicuro

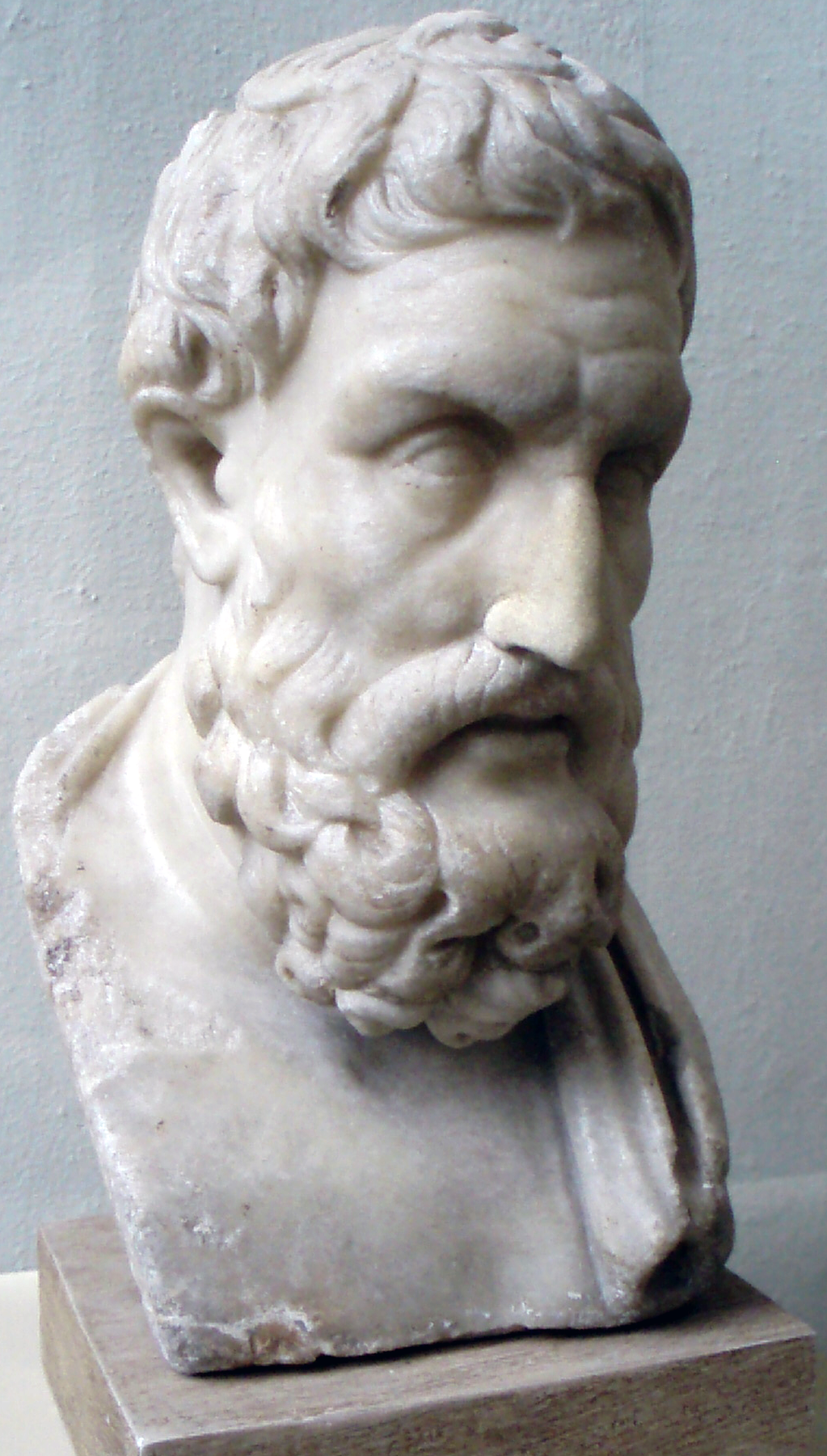
Epicuro asoció eudaimonía con la vida de placer.

La teoría ética de Epicuro es hedonista. (Su punto de vista demostró ser muy influyente en los fundadores y mejores exponentes del utilitarismo, Jeremy Bentham y John Stuart Mill.) El hedonismo es la visión de que el placer es el único bien intrínseco y que el dolor es el único mal intrínseco. Un objeto, experiencia o estado de cosas es intrínsecamente valioso si es bueno simplemente por lo que es. El valor intrínseco debe ser contrastado con el valor instrumental. Un objeto, experiencia o situación es valioso instrumentalmente si sirve como medio para lo que es intrínsecamente valioso. Para ver esto, considere el siguiente ejemplo. Supongamos que una persona pasa sus días y noches en una oficina, trabajando en actividades no del todo agradables con el propósito de recibir dinero. Alguien les pregunta «¿Para qué quieres el dinero?», y ellos responden: «Puedo comprar un apartamento con vista al mar y un auto deportivo rojo». Esta respuesta expresa el punto de que el dinero es valioso instrumentalmente porque su valor reside en lo que uno obtiene por medio de él - en este caso, el dinero es un medio para conseguir un apartamento y un coche deportivo y el valor de hacer que este dinero dependa del precio de estos productos.
Epicuro identifica la buena vida con la vida de placer. Entiende la eudaimonía como una experiencia más o menos continua del placer y, también, de la libertad del dolor y de la angustia. Pero es importante notar que Epicuro no defiende que uno persiga todos y cada uno de los placeres. Más bien, recomienda una política que maximice los placeres «a largo plazo». En otras palabras, Epicuro afirma que algunos placeres no valen la pena porque conducen a mayores dolores, y algunos dolores valen la pena cuando conducen a mayores placeres. La mejor estrategia para alcanzar una cantidad máxima de placer en general no es buscar la gratificación instantánea sino elaborar una política sensata a largo plazo.
La antigua ética griega es eudaimonista porque vincula virtud y eudaimonía, donde eudaimonía se refiere al bienestar de un individuo. La doctrina de Epicuro puede ser considerada eudaimonista ya que Epicuro argumenta que una vida de placer coincidirá con una vida de virtud. Él cree que buscamos y debemos buscar la virtud porque la virtud trae placer. La doctrina básica de Epicuro es que una vida de virtud es la vida que genera la mayor cantidad de placer, y es por esta razón que debemos ser virtuosos. Esta tesis -la vida eudaimon es la vida placentera- no es una tautología como lo sería «la eudaimonía es la buena vida», sino más bien la afirmación sustantiva y controvertida de que una vida de placer y ausencia de dolor es en lo que consiste la eudaimonía.
Una diferencia importante entre el eudaimonismo de Epicuro, el de Platón y Aristóteles es que para este último la virtud es un componente de la eudaimonía, mientras que Epicuro hace de la virtud un medio para la felicidad. A esta diferencia, considere la teoría de Aristóteles. Aristóteles sostiene que la eudaimonía es lo que todos quieren (y Epicuro estaría de acuerdo). También piensa que la mejor manera de alcanzar la eudaimonía es a través de una vida de actividad virtuosa de acuerdo con la razón. La persona virtuosa se complace en hacer lo correcto como resultado de un entrenamiento apropiado de carácter moral e intelectual (Ver p. ej., Ética Nicómaca 1099a5). Sin embargo, Aristóteles no piensa que la actividad virtuosa se persigue por placer. El placer es el resultado de la acción virtuosa: no entra en absoluto en las razones por las que la acción virtuosa tiene virtud. Aristóteles no cree que literalmente apuntemos a la eudaimonía. Más bien, eudaimonía es lo que logramos (asumiendo que no somos particularmente desafortunados en la posesión de bienes externos) cuando vivimos de acuerdo a los requerimientos de la razón. La virtud es el componente más grande en la vida de un eudaimon. Por el contrario, Epicuro sostiene que la virtud es el medio para alcanzar la felicidad. Su teoría es eudaimonista en el sentido de que sostiene que la virtud es indispensable para la felicidad; pero la virtud no es un componente de una vida eudaimon, y ser virtuoso no es (aparte de los bienes externos) idéntico a ser eudaimon. Más bien, según Epicuro, la virtud sólo está relacionada instrumentalmente con la felicidad. Así que mientras que Aristóteles no afirmaría que uno debería aspirar a la virtud para alcanzar el placer, Epicuro apoyaría esta afirmación.

### Los Estoicos

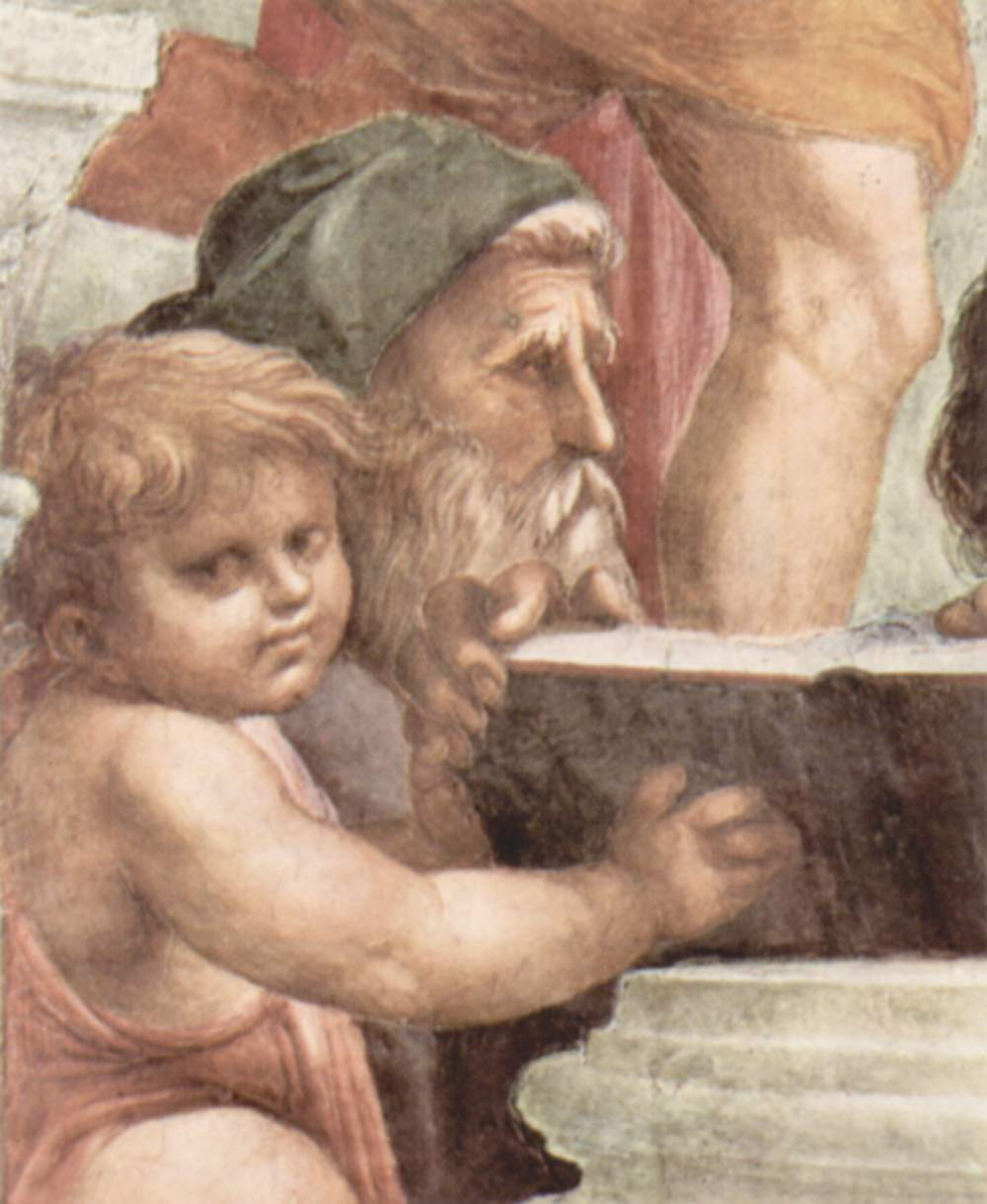
Zeno pensaba que la felicidad era un «buen flujo de vida.»

La filosofía Estoica comienza con Zenón de Citio c.300 a.C., y fue desarrollada por Cleantes (331–232 a.C.) y Crisipo (c.280–c.206 a.C.) en una formidable unidad sistemática. Zeno creía que la felicidad era un «buen flujo de vida»; Cleanthes sugirió que era «vivir de acuerdo con la naturaleza», y Crisipo creía que era «vivir de acuerdo con la experiencia de lo que sucede en la naturaleza». La ética estoica es una versión particularmente fuerte del eudemonismo. Según los estoicos, la virtud es necesaria y suficiente para la eudaimonía. (Esta tesis se considera por lo general que proviene de los diálogos iniciales de Sócrates de Platón. Vimos anteriormente que el concepto griego convencional de areté no es exactamente el mismo que el de virtud, que tiene connotaciones cristianas de caridad, paciencia y rectitud, ya que areté incluye muchas virtudes ajenas a la moral, como la fuerza física y la belleza. Sin embargo, el concepto estoico de areté está mucho más cerca de la concepción cristiana de la virtud, que se refiere a las virtudes de índole moral. No obstante, a diferencia de la comprensión cristiana de la virtud, la rectitud o la piedad, la concepción estoica no pone tanto énfasis en la misericordia, el perdón, la humillación de sí mismo (es decir, el proceso ritual de declararse completamente impotente y humilde ante Dios), la caridad y el amor abnegado, aunque estos comportamientos y actitudes no son necesariamente despreciados por los estoicos (son despreciados por algunos otros filósofos de la Antigüedad). Más bien el estoicismo enfatiza estados como la justicia, la honestidad, la moderación, la simplicidad, la autodisciplina, la voluntad, la fortaleza y el coraje (estados que el cristianismo también fomenta).
Los estoicos afirman radicalmente que la vida eudaimon es la vida moralmente virtuosa. La virtud moral es buena, y el vicio moral es malo, y todo lo demás, como la salud, el honor y la riqueza, son meramente «neutrales». Por lo tanto, los estoicos están comprometidos a afirmar que los bienes externos como la riqueza y la belleza física no son realmente buenos en absoluto. La virtud moral es necesaria y suficiente para la eudaimonía. En esto, se asemejan a filósofos cínicos como Antístenes  y Diógenes al negar la importancia a la eudaimonía sobre los bienes y las circunstancias externas, como fueron reconocidos por Aristóteles, quien pensó que una desgracia severa (como la muerte de familiares y amigos) podría despojar incluso a la persona más virtuosa de la eudaimonía. Esta doctrina estoica resurge más tarde en la historia de la filosofía ética en los escritos de Immanuel Kant, quien sostiene que la posesión de una «buena voluntad» es el único bien incondicional. Una diferencia es que mientras que los estoicos consideran los bienes externos como neutros, ni buenos ni malos, la posición de Kant parece ser que los bienes externos son buenos, pero solo en la medida en que son una condición para alcanzar la felicidad.

## «La Filosofía Moral Moderna»
El interés por el concepto de eudaimonía y la teoría ética antigua en general disfrutó de un nuevo impulso en el siglo XX. Elizabeth Anscombe en su artículo «la Filosofía Moral Moderna» (1958) sostuvo que las concepciones de la moralidad basadas en el deber son conceptualmente incoherentes porque se basan en la idea de una «ley sin legislador». Afirma que un sistema de moralidad concebido en la línea de los Diez Mandamientos depende de que alguien haya establecido estas reglas. Anscombe recomienda volver a las teorías éticas eudaimonistas de los antiguos, en particular de Aristóteles, que fundamentan la moralidad en los intereses y el bienestar de los agentes morales humanos, y pueden hacerlo sin recurrir a ningún legislador.
Julia Driver en la Enciclopedia de Filosofía de Stanford , explica:

El artículo de Anscombe Filosofía moral moderna impulsó el desarrollo de la ética de la virtud como una alternativa al utilitarismo, la ética kantiana y las teorías del contrato social. Su principal argumento en el artículo es que, como enfoques seculares de la teoría moral, carecen de fundamento. Utilizan conceptos como « deber moral », « obligación moral », « derecho moral », etc., que son de carácter legalista y requieren un legislador como fuente de autoridad moral. En el pasado Dios ocupó ese papel, pero los sistemas que prescinden de Dios como parte de la teoría carecen del fundamento apropiado para el empleo significativo de esos conceptos.

## Psicología moderna
Los modelos de eudaimonía en la psicología surgieron partir de los primeros trabajos sobre la auto-realización y los medios para su realización por parte de investigadores, como Erik Erikson, Gordon Allport, y Abraham Maslow.
Las teorías centrales son el modelo tripartito de bienestar subjetivo de Diener, el Modelo de seis factores del bienestar psicológico de Ryff, el trabajo de Keyes sobre el desarrollo y las contribuciones de Seligman a la psicología positiva y sus teorías sobre la felicidad auténtica y P.E.R.M.A. Los conceptos relacionados son la felicidad, el prosperar, la calidad de vida, la satisfacción, y una vida significativa.

## Lectura adicional
- Ackrill, J. L. (1981) Aristotle the Philosopher. Oxford: Oxford University Press. ISBN 0-19-289118-9
- Anscombe, G. E. M. (1958) Modern Moral Philosophy. Philosophy 33; repr. in G.E.M. Anscombe (1981), vol. 3, 26–42.
- Aristotle. The Nichomachean Ethics, translated by Martin Oswald (1962). New York: The Bobs-Merrill Company.
- Aristotle. The Complete Works of Aristotle, vol. 1 and 2, rev. ed. Jonathan Barnes, ed. Princeton: Princeton University Press, [1984]. Bollingen Foundation, 1995.
- Broadie, Sarah W. (1991) Ethics with Aristotle. Oxford: Oxford University Press.
- Cicero. De Finibus Bonorum et Malorum: «On Ends», H. Rackham, trans. Loeb Classical Library (Cambridge: Harvard University Press, 1914). Latin text with old-fashioned and not always philosophically precise English translation.
- Epicurus. «Letter to Menoeceus, Principal Doctrines, and Vatican Sayings,» 28–40 in B. Inwood and L. Gerson, Hellenistic Philosophy: Introductory Readings, Second Edition Indianapolis: Hackett Publishing Co., 1998. ISBN 0-87220-378-6
- Irwin, T. H. (1995) Plato's Ethics, Oxford: Oxford University Press.
- Janello, Martin (2013) Philosophy of Happiness, Palioxis Publishing, 1000 pages, ISBN 978-0-9910649-0-8
- Long, A. A., and D.N. Sedley, The Hellenistic Philosophers, vol 1 and 2 (Cambridge: Cambridge University Press, 1987)
- Norton, David L. (1976) Personal Destinies, Princeton University Press.
- Plato. Plato's Complete Works, John M. Cooper, ed. Translated by D. S. Hutchinson. Indianapolis: Hackett Publishing Co., 1997. ISBN 0-87220-349-2
- Urmson, J. O. (1988) Aristotle's Ethics. Oxford: Blackwell.
- Vlastos, G. (1991) Socrates: Ironist and Moral Philosopher. Ithaca, NY: Cornell University Press. ISBN 0-8014-9787-6
- McMahon, Darrin M., Happiness: A History, Atlantic Monthly Press, November 28, 2005. ISBN 0-87113-886-7
- McMahon, Darrin M., The History of Happiness: 400 B.C. – A.D. 1780, Daedalus journal, Spring 2004.

- Datos: Q1771260
- Multimedia: Eudaimonia / Q1771260